# Strömma kanal, Kimitoön

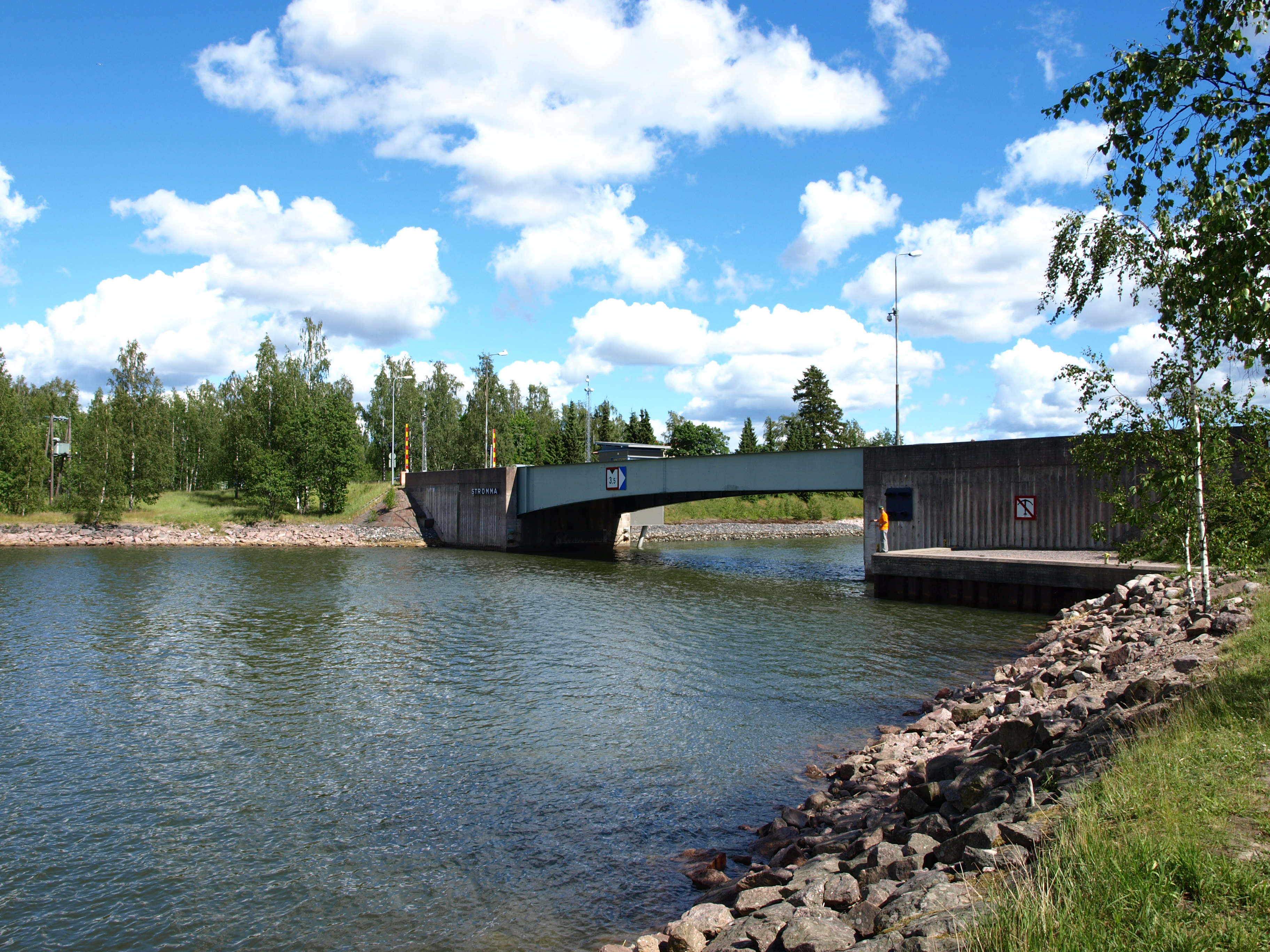
Klaffbron över den nya kanalen.

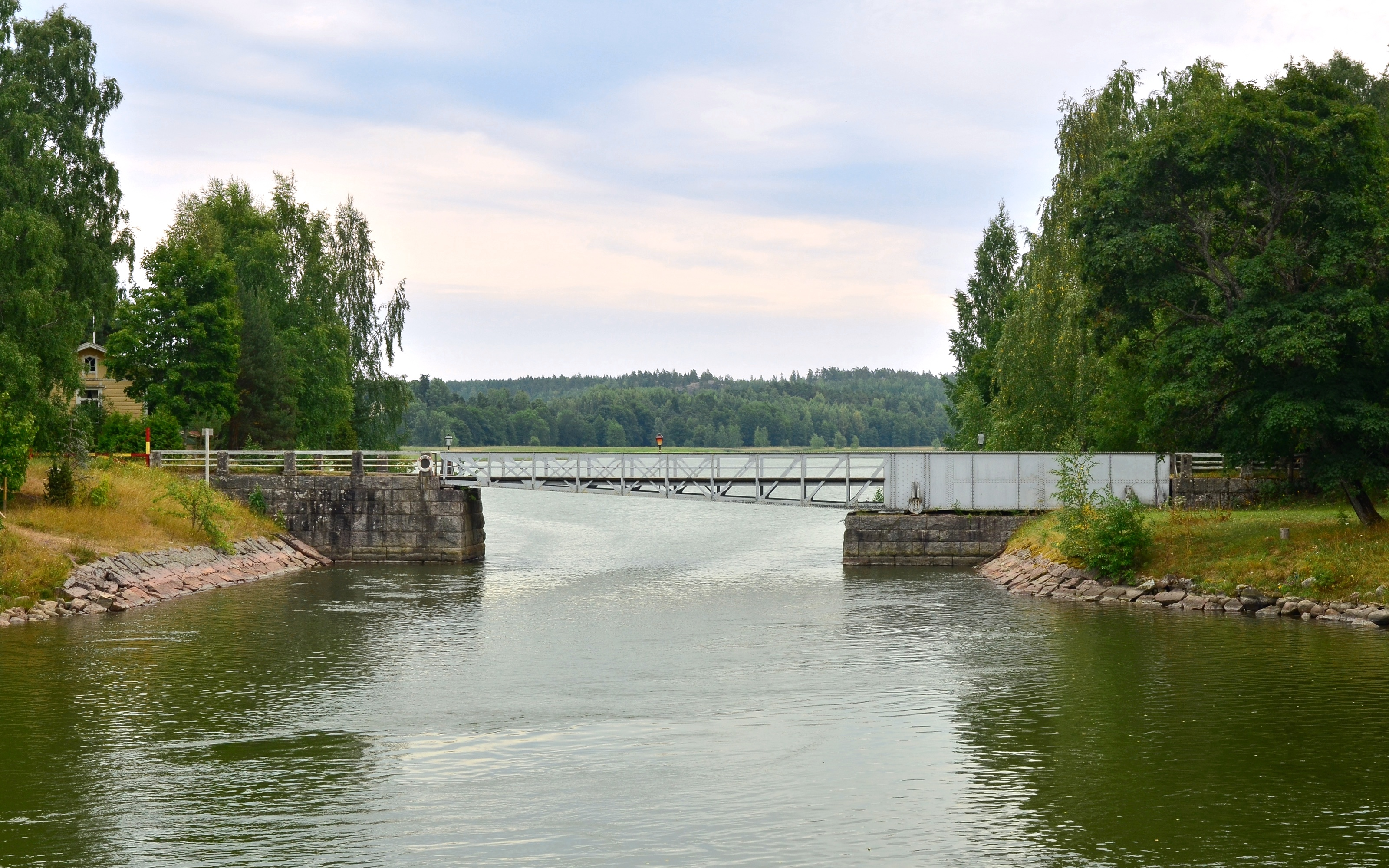
Den gamla svängbron öster om den nuvarande kanalen.

Strömma kanal (finska: Strömman kanava) är den smalaste delen av farleden mellan Kimitoön och finländska fastlandet.
Sundet mellan Kimitoön och fastlandet har alltid varit en viktig farled till framför allt Salo och Tykö. Landhöjningen har efterhand gjort att det naturliga sundet har grundades upp. När Robert Bremer på 1820-talet började utvinna järnmalm i Vineme (finska: Vihiniemi) vid Kiskonjoki älv aktualiserades behovet av sjötransport genom Strömma. Med kejsar Nikolaj I:s medgivande inleddes grävandet av en kanal under ledning av Viktor Zebor Bremer år 1844. Den första kanalen blev 9,65 meter bred och 3 meter djup och överbryggades av en rullbro tillverkad vid Tykö bruk. År 1852 stationerades också lots vid kanalen. År 1896–1898 utvidgades Strömma kanal till 16,7 meters bredd och 4,45 meters djup och bron byttes till en svängbro.
1967 började en ny kanal grävas genom grusåsen 500 meter väster om den gamla kanalen. Den nya kanalen är 28 meter bred och 5,5 meter djup och överbryggas av en klaffbro. Samtidigt flyttades vägen 50 meter norrut och en ny fast bro byggdes över den gamla kanalen, vilket gjorde att den gamla bron kunde bevaras. Den nya kanalen invigdes 1968.
Under 1800-talet var kanalen en viktig knutpunkt för trafiken och ett litet samhälle med skeppsvarv, sågverk, skola och butik växte upp invid kanalen.